# Lily Harvey
Lily May Turner (Londres, Inglaterra; 21 de diciembre de 1999), más conocida como Lily Harvey, es una actriz británica, conocida por haber interpretado a Shenice Quinn en EastEnders.

## Biografía
Es hija de Leslie "Les" Turner y Bev Harvey, sus hermanas mayores son las actrices, Lacey Turner y Daisy Turner.
Lily adoptó el apellido de su madre "Harvey" como nombre artístico.
Su primo segundo es el actor Philip Dowling, quien interpretó a Leo Taylor en la serie EastEnders.

## Carrera
El 28 de febrero de 2011 apareció por primera vez como Shenice Quinn en la serie EastEnders. Shenice es la hija de Martina, una amiga de Kat Moon. Lily regresó a la serie el 1 de agosto del mismo año, después de que Shenice regresara con Kat y Alfie de su viaje a España; su última aparición fue el 23 de julio de 2012 después de que su personaje visitara a su madre a España y decidiera quedarse con ella.

## Filmografía
Series de televisión
| Año         | Título     | Personaje     | Notas        |
| ----------- | ---------- | ------------- | ------------ |
| 2011 - 2012 | EastEnders | Shenice Quinn | 42 episodios |